# Gabriel's Gully
Gabriel's Gully est une localité située dans la région de Otago, dans l’île du Sud en Nouvelle-Zélande.

## Situation
Elle est localisée à trois kilomètres de la ville de Lawrence et près de la rivière Tuapeka. 
La découverte de l’or à Gabriel's Gully par Gabriel Read (en) en mai 1861 conduit à la ruée vers l’or de Central Otago. 
Alors que l’or avait été trouvée en Otago avant, cette ruée fut par de-là les attentes, avec la population des champs aurifères grimpant de pratiquement rien jusqu’à 11 500 personnes en un an, deux fois la population de la cité de Dunedin à cette époque-là.
Elle fut aussi stimulée par les intérêts outre-mer pour la nouvelle colonie.

## Autres lectures
- Eldred-Grigg, Stevan, Diggers, Hatters & Whores - The Story of the New Zealand Gold Rushes, Auckland, Random House, 2008, 543 pages (ISBN 978-1-86941-925-7).

- New Zealand Gazetteer